# Bổ đề Bézout
Trong lý thuyết số cơ bản, bổ đề Bézout được phát biểu thành định lý sau:
Nếu {\displaystyle d=\gcd(a,b)} là ước chung lớn nhất của hai số nguyên không âm {\displaystyle a} và {\displaystyle b} thì:
- Tồn tại hai số nguyên {\displaystyle x} và {\displaystyle y} sao cho {\displaystyle a\cdot x+b\cdot y=d},
- {\displaystyle d} là số nguyên dương nhỏ nhất có thể viết dưới dạng {\displaystyle a\cdot x+b\cdot y} và
- Mỗi số {\displaystyle e} có dạng {\displaystyle a\cdot x+b\cdot y} đều là bội của {\displaystyle d}.

Hai số {\displaystyle x} và {\displaystyle y} được gọi là hệ số Bézout của cặp {\displaystyle (a,b)}. Cặp {\displaystyle (x,y)} không phải là duy nhất. Có thể dùng giải thuật Euclid mở rộng để xác định giá trị của cặp {\displaystyle (x,y)}. Nếu {\displaystyle a} và {\displaystyle b} đồng thời khác 0 thì từ giải thuật Euclid mở rộng ta có cặp {\displaystyle (x,y)} sao cho {\displaystyle |x|\leq \left|{\frac {b}{d}}\right|} và {\displaystyle |y|\leq \left|{\frac {a}{d}}\right|}
(đẳng thức có thể xảy ra khi và chỉ khi a hoặc b là bội số của số còn lại).
Nhiều định lý khác trong lý thuyết số cơ bản là kết quả của bổ đề Bézout, chẳng hạn như bổ đề Euclid hoặc định lý số dư Trung Hoa.

## Đại số giao hoán
Đặt {\displaystyle A} là một vành. Ta nói {\displaystyle A} là một miền Bézout nếu với mọi i-đê-an chính {\displaystyle (a)} và {\displaystyle (b)} trong {\displaystyle A}, ta có {\displaystyle (a)+(b)=\{ra+sb\mid r,s\in A\}} là một i-đê-an chính. Phần tử sinh của nó cũng được gọi là ước số chung lớn nhất của {\displaystyle a} và {\displaystyle b}.
Mọi miền Bézout đều thỏa mãn bổ đề Bézout (trừ điều kiện "nhỏ nhất", bởi trên vành {\displaystyle A} không nhất thiết phải có một thứ tự). Đặc biệt, đặc biệt các vành chính là các miền Bézout. Mỗi định lý rút ra từ bổ đề Bézout là đúng trong tất cả các vành đó.

## Dạng của đáp án
Với một cặp hệ số Bézout {\displaystyle (x,y)} được cho trước (bằng cách dùng giải thuật Euclid mở rộng), thì tất cả các cặp hệ số còn lại có dạng
{\displaystyle \left(x+k\cdot {\frac {b}{\gcd(a,b)}},\ y-k\cdot {\frac {a}{\gcd(a,b)}}\right),}
với k là một số nguyên ngẫu nhiên và các phân số được đơn giản hóa thành các số nguyên.
Có chính xác 2 cặp trong tất cả các cặp hệ số Bézout thỏa mãn:
{\displaystyle |x|\leq \left|{\frac {b}{\gcd(a,b)}}\right|\quad {\text{và}}\quad |y|\leq \left|{\frac {a}{\gcd(a,b)}}\right|,}
và đẳng thức chỉ có thể xảy ra khi và chỉ khi a hoặc b là bội số của số còn lại.
Kết quả này dựa trên tính chất của phép chia có dư: Cho 2 số nguyên c và d, nếu c không chia hết cho d thì có chính xác một cặp {\displaystyle (q,r)} sao cho {\displaystyle c=d\cdot q+r} và {\displaystyle 0<r<|d|}, và một cặp khác sao cho {\displaystyle c=d\cdot q+r} và {\displaystyle 0<-r<|d|}.
Có thể xác định hai cặp hệ số Bézout nhỏ trên bằng cách chọn k trong công thức trên để lấy phần dư của phép chia x cho {\displaystyle b/\gcd(a,b)}.
Giải thuật Euclid mở rộng luôn cho ta một trong 2 cặp tối thiểu này.

### Ví dụ
Cho a = 12, b = 42 và gcd (12, 42) = 6. Thì ta có bổ đề Bézout sau (hệ số Bézout có màu đỏ khi là cặp nhỏ nhất và là màu xanh cho các cặp còn lại.):
{\displaystyle {\begin{aligned}\vdots \\12&\times \color {blue}{-10}&+\;\;42&\times \color {blue}{3}&=6\\12&\times \color {red}{-3}&+\;\;42&\times \color {red}{1}&=6\\12&\times \color {red}{4}&+\;\;42&\times \color {red}{-1}&=6\\12&\times \color {blue}{11}&+\;\;42&\times \color {blue}{-3}&=6\\12&\times \color {blue}{18}&+\;\;42&\times \color {blue}{-5}&=6\\\vdots \end{aligned}}}

## Chứng minh
Cho hai số nguyên a và b, đặt {\displaystyle S=\{ax+by\mid x,y\in \mathbb {Z} \}}. Tập S chứa các số nguyên dương và cũng chứa ±a và ±b. Cho 
{\displaystyle d=as+bt} là số nguyên dương nhỏ nhất trong S. Để chứng minh rằng d là ước chung lớn nhất của a và b, ta chỉ cần chứng minh rằng d là một ước số chung của a và b, bởi vì tất cả phần tử trong S bao gồm cả d là ước của ước chung lớn nhất. Thực tế, bất kỳ ước chung của a và b đều được chia hết bởi {\displaystyle as+bt=d}, do đó không thể lớn hơn d.
Phép chia có dư của a cho d có thể ký hiệu
{\displaystyle a=d\cdot q+r\quad {\text{với}}\quad 0\leq r<d}.
Số dư r nằm trong tập S do
{\displaystyle {\begin{aligned}r&=a-q\cdot d\\&=a-q\cdot (a\cdot s+b\cdot t)\\&=a\cdot (1-q\cdot s)-b\cdot q\cdot t.\end{aligned}}}
Khi d là số nguyên dương nhỏ nhất trong S thì phần dư r cần phải bằng 0, suy ra d là một ước của a. Tương tự d cũng là một ước số của b, ta có điều cần chứng minh.

## Tổng quát

### Với nhiều hơn hai số nguyên
Có thể mở rộng bổ đề Bézout với nhiều hơn hai số nguyên: nếu 
{\displaystyle \gcd(a_{1},a_{2},\ldots ,a_{n})=d}
thì có các số nguyên {\displaystyle x_{1},x_{2},\ldots ,x_{n}} sao cho
{\displaystyle d=a_{1}x_{1}+a_{2}x_{2}+\cdots +a_{n}x_{n}}
trong đó:
- d là số nguyên dương nhỏ nhất có dạng này
- mỗi số nguyên có dạng này là một bội số của d

## Lịch sử
Nhà toán học người Pháp Étienne Bézout (1730–1783) đã chứng minh bổ đề này cho đa thức. Tuy nhiên người chứng minh định lý này cho các số nguyên là nhà toán học người Pháp khác Claude Gaspard Bachet de Méziriac (1581–1638).